# 地上有岩漿
地上有岩漿（The floor is lava）是一款肢體遊戲，在这款游戏中，玩家只要一聽到「地上全是岩漿」後，就要立刻讓雙腳離開地面。因為玩家要假装地板或地面是熔岩，因此必须避免接触地面，因为一旦接触地面就會死亡（出局）。 